# Rainer Lachmann
Rainer Lachmann (* 9. September 1940 in Marburg; † 19. Februar 2025) war ein deutscher Theologe, Religionspädagoge und -didaktiker, Hochschullehrer sowie Sachbuchautor.

## Leben
Nachdem der Vater 1944 im Zweiten Weltkrieg gefallen war, wuchs Rainer Lachmann mit zwei älteren Geschwistern als Halbwaise auf. Nach dem Besuch der Volksschule wechselte er an das Landerziehungsheim Steinmühle. Nach dem Abitur studierte Lachmann Evangelische Religion, Geschichte und Germanistik an der Philipps-Universität Marburg. Seine Entscheidung, sich am intensivsten mit dem Studienzweig Religion zu befassen, war auch einem seiner Lehrer, dem Theologen Otto Kaiser, zu verdanken.
Ende der 1960er-Jahre heiratete Lachmann die Pfarrerin Diethilde Harder, mit der er drei Kinder hatte. Sein von 1968 bis 1970 dauerndes Referendariat schloss er mit Auszeichnung ab. Daran anschließend erhielt er eine Stelle am Marburger Lehrstuhl für Praktische Theologie, erteilte daneben aber weiterhin schulischen Unterricht. 1971 promovierte er in Marburg zu dem Theologen und Pädagogen Christian Gotthilf Salzmann.
1974 wechselte Lachmann als Akademischer Oberrat an die Evangelisch-Theologische Fakultät der Universität Erlangen-Nürnberg. 1978 habilitierte er sich zum Thema der Agape. Im Jahr darauf folgte er einem Ruf der Otto-Friedrich-Universität Bamberg, wo er den neu gegründeten Lehrstuhl für „Religionspädagogik und Didaktik des Religionsunterrichts“ an der Fakultät „Pädagogik, Philosophie, Psychologie“ übernahm. In Bamberg engagierte Lachmann sich umfangreich in verschiedenen Funktionen in der „Gemeinsamen Kommission für Fragen der Didaktik“.
1980 war Lachmann Mitgründer der „Konferenz der an der Lehrerbildung für Grund- und Hauptschulen beteiligten Theologen Bayerns“ und gemeinsam mit Johannes Lähnemann deren langjähriger Leiter. Von 1988 bis 1992 stand er dem Arbeitskreis für Religionspädagogik vor. Am 31. August 2005 wurde Lachmann emeritiert.
2011 war Lachmann Hauptredner anlässlich einer internationalen Tagung zum 200. Todestag Christian Gotthilf Salzmanns. Für seine langjährige Forschung zu Salzmann verlieh ihm die Erziehungswissenschaftliche Fakultät der Universität Erfurt am 30. Oktober 2009 die Ehrendoktorwürde.
Rainer Lachmann war darüber hinaus Autor und (Mit-)Herausgeber zahlreicher Bücher über Religionspädagogik. Unter dem Pseudonym Karl-Rainer Lachmal veröffentlichte er 2016 mit Das Wandern ist der Kinder Lust Geschichten für Kinder auf Wanderungen durch deutsche Mittelgebirge.

## Publikationen (Auswahl)
- 1974: Der Religionsunterricht Christian Gotthilf Salzmanns (Dissertationsschrift)
- 1980: Ethische Kriterien im Religionsunterricht, dargestellt am Beispiel des Agapekriteriums (Habilitationsschrift)
- 1989 (mit Horst F. Rupp): Lebensweg und religiöse Erziehung. Religionspädagogik als Autobiographie, 2 Bde. Deutscher Studien Verlag, Weinheim ISBN 978-3-89271-173-5 und ISBN 978-3-89271-174-2
- 1992: Grundsymbole christlichen Glaubens, Verlag Vandenhoeck & Ruprecht, Göttingen, ISBN 978-3-525-61288-0
- 1996: Religionsunterricht in der Weimarer Republik, Stephans-Buchhandlung, Würzburg, ISBN 978-3-929734-04-1
- 2000: Religionspädagogische Spuren, Verlag Vandenhoeck & Ruprecht, Göttingen, ISBN 978-3-525-61246-0
- 2000 (mit Horst F. Rupp): Lebensweg und religiöse Erziehung. Religionspädagogik als Autobiographie Bd. 3, Deutscher Studien Verlag, Weinheim, ISBN 978-3-89271-893-2
- 2010: Von der Fremdreligionen-Didaktik zum Interreligiösen Lernen, Verlag Vandenhoeck & Ruprecht, Göttingen
- 2012 (mit Gottfried Adam und Werner H. Ritter): Theologische Schlüsselbegriffe, Verlag Vandenhoeck & Ruprecht, Göttingen, ISBN 978-3-525-61420-4
- 2013: Verständnis und Aufgaben religionsunterrichtlicher Fachdidaktik, Verlag Vandenhoeck & Ruprecht, Göttingen
- 2016: Das Wandern ist der Kinder Lust, Verlag Format Druckerei & Verlagsgesellschaft mbH, Jena, ISBN 978-3-944829-33-3
- 2019: Es ist nicht "alles ganz eitel", spricht der Weise, Verlag Garamond, Gera, ISBN 978-3-946964-27-8
- 2020: Phantastische Peripatien, Verlag Garamond, Gera, ISBN 978-3-946964-38-4